# Bač (općina)
Općina Bač je jedna od općina u Republici Srbiji. Nalazi se u AP Vojvodini i spada u Južnobački okrug. Po podacima iz 2004. općina zauzima površinu od 365 km² (od čega na poljoprivrednu površinu otpada 26.843 ha, a na šumsku 3.140 ha). 
Područje općine Bač se nalazi između općina Bačka Palanka i Odžaci, dok se s druge strane Dunava nalazi Vukovar u Hrvatskoj.
Središte općine je grad Bač, udaljen 62 km od Novog Sada, 140 km od Beograda i 120 km od Subotice. Općina Bač se sastoji od 6 naselja. Po podacima iz 2002. godine u općini je živjelo 16.268 stanovnika, a prirodni prirast je iznosio -6,8 %. Po podacima iz 2004. broj zaposlenih u općini iznosi 3.379 ljudi. U općini se nalazi 6 osnovnih i 1 srednja škola.

## Povijest
Povijest Bača počinje još u brončano doba. U Budimpešti se čuva mač iz tog razdoblja koji je nađen u okolini današnjeg Bača. Iskopine kod današnjeg Bača iz rimskog razdoblja pokazuju da je tu nekada bila veća rimska naseobina, koja je stradala zbog nasrtaja Barbara.
Drevni grad je dao ime cijeloj regiji Bačka. Prvi tragovi u pisanim izvorima o Baču i području oko njega potiču još iz razdoblja Justinijana, kada gospodar Carigrada i car Istočnog Rimskog Carstva spominje Bač u svom pismu, godine 535.
Povijesno gledano, sva naselja na području općine Bač su rano utemeljena. Slaveni tu žive neprekidno od 7. stoljeća. Krajem 9. stoljeća na ovo područje doseljavaju se Mađari i osnivaju svoju državu. Poslije velike seobe Srba pod Arsenijem Čarnojevićem stanovništvo općine Bač čine uglavnom Srbi i Hrvati (Šokci). U razdoblju austrougarske dominacije Bač naseljavaju Nijemci i Mađari. Prvi pokušaj naseljavanja Slovaka u okolinu Bača datira iz 1760. godine, a ubrzo ova etnička grupa podiže naselje Selenči. Nakon drugog svjetskog rata veliki broj Nijemaca i Mađara je napustio Vojvodinu, a na područje bačke komune naseljavaju se kolonisti iz ratom opustošenih krajeva Bosne i Hercegovine.

## Naseljena mjesta
- Bač
- Bačko Novo Selo
- Bođani
- Vajska
- Plavna
- Selenča

## Etnička struktura
Etnička struktura općine Bač (prema popisu iz 2002. godine):
- Srbi (46,69%)
- Slovaci (19,75%)
- Hrvati (8,53%)
- Mađari (6,09%)
- Jugoslaveni (4,94%)
- Rumunji (3,5%)
- Romi (1,95%)
- Muslimani (1,32%)
- ostali (Ukrajinci, Nijemci, Crnogorci, Makedonci i dr.)

Prema istom popisu, za 66% stanovništva općine je materinski jezik srpski, za 20% slovački, za 4% rumunjski, za 3% mađarski, za 3% hrvatski i za 2% romski.
Naselja sa srpskim većinskim stanovništvom su Bač, Bačko Novo Selo i Bođani. Selenča ima slovačku većinu, a Vajska i Plavna imaju relativnu srpsku većinu.
Višenacionalnu strukturu općine karakterizira činjenica da na relativno malom prostoru žive pripadnici tri vjere i tri crkve koje su vrijedni kulturni spomenici: pravoslavna, katolička i evangelistička crkva. 

## Gospodarstvo
Na teritoriju općine Bač posluje 64 poduzeća, od kojih su četiri poduzeća u državnom vlasništvu dok su ostala u privatnom vlasništvu. 
Poljoprivreda je osnovna djelatnost, a pored ove grane privrede razvijene su i agroindustrija, industrijska proizvodnja, građevinarstvo, trgovina i ugostiteljstvo. Poljoprivredna proizvodnja odvija se na površini od 14.000 ha na privatnom sektoru, oko 10.000 ha u društvenom sektoru, a pored toga raspolaže se s 5.000 ha pod šumom.
Ratarstvo je osnovna grana poljoprivrede, a njen osnovni cilj je da se uz intenzivno korištenje obradivog zemljišta proizvedu što veći prinosi kvalitetnih proizvoda. Tradicionalno su zastupljene kulture kukuruza, pšenice, šećerne repe, suncokreta, ječma i soje. 
Posljednjih godina značajno je proširena proizvodnja soje jer je sredina izuzetno pogodna za uzgoj ove kulture.

## Vanjske poveznice
- Prezentacija općine
- Utvrda Bač